# 1730
Năm 1730 (số La Mã: MDCCXXX) là một năm thường bắt đầu vào ngày Chủ nhật trong lịch Gregory (hoặc một năm thường bắt đầu vào thứ năm của lịch Julius chậm hơn 11 ngày).

## Sự kiện
Anders Celsius trở thành giáo sư thiên văn học tại Đại học Uppsala.